# Labuissière
|  | Per a altres significats, vegeu «La Buissière». |

Labuissière també escrit La Buissière (en való El Bouxhire) és un antic municipi de Bèlgica a la Província d'Hainaut que el 1977 es va fusionar amb Merbes-le-Château.

## Història
El poble va desenvolupar-se a l'entorn d'un gual al riu Sambre prop de la confluència amb l'Hantes. Des de l'època romana es va explotar una mina de mena de ferro al lloc dit Les Minières i es va extraure el marbre. Per a defensar l'endret estratègic, l'edat mitjana va construir-se un castell del qual només romanen les ruïnes d'una torre.
A l'edat mitjana formava part del comtat d'Hainaut. El 1396 passà sota dominació borgonyona i s'integrà a les Disset Províncies. Després va passar a estar sota dominació dels habsburguesos castellans i més tard austríacs fins a la revolució francesa. El 1815 passà al Regne Unit dels Països Baixos i el 1830 a Bèlgica.

## Economia

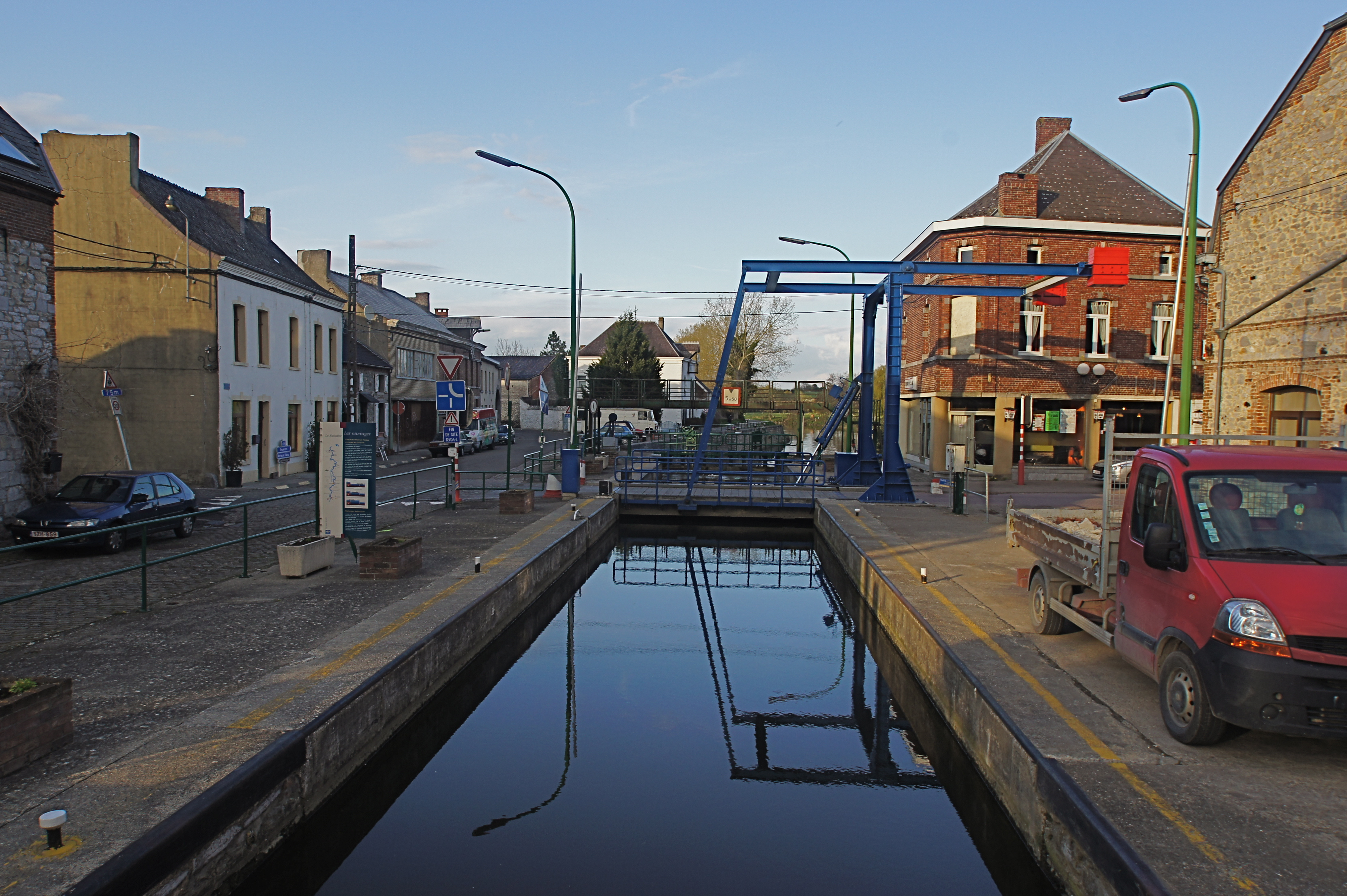
El pont mòbil i la resclosa al Sambre

El 1828, la canalització del Sambre va permetre el pas a embarcacions de la Norma de Freycinet pel transport de mercaderies (principalment carbó i pedres). El 1852, va obrir-se la línia ferroviària (en l'actualitat la línia 130A de la NMBS) entre Charleroi i Jeumont a França. A poc a poc, la part superior del Sambre va perdre el seu paper econòmic. La resclosa i el pont van ser restaurats per a permetre el turisme fluvial.
Fins a la fi dels anys 1950, s'extreia un marbre gris, dit Marbre de Saint-Anne que va exportar-se tot arreu al món i contribuir a la reputació del poble. Sempre queda la seu d'una empresa de transformació de la pedra natural, malgrat que la pedrera va exhaurir-se. Avui, l'activitat principal del poble és l'agricultura i petites empreses de serveis locals. A poc a poc el turisme rural es desenvolupa amb el sender per a vianants lents (Ravel) amb el marge del Sambre com a eix central.

## Llocs d'interès
- El seti de l'antic castell, enderrocat a la revolució francesa
- La resclosa n°2 al Sambre i el pont mòbil
- L'antiga casa de la vila
- La reserva natural dels prats molls a la confluència del Sambre i de l'Hantes[3][4]

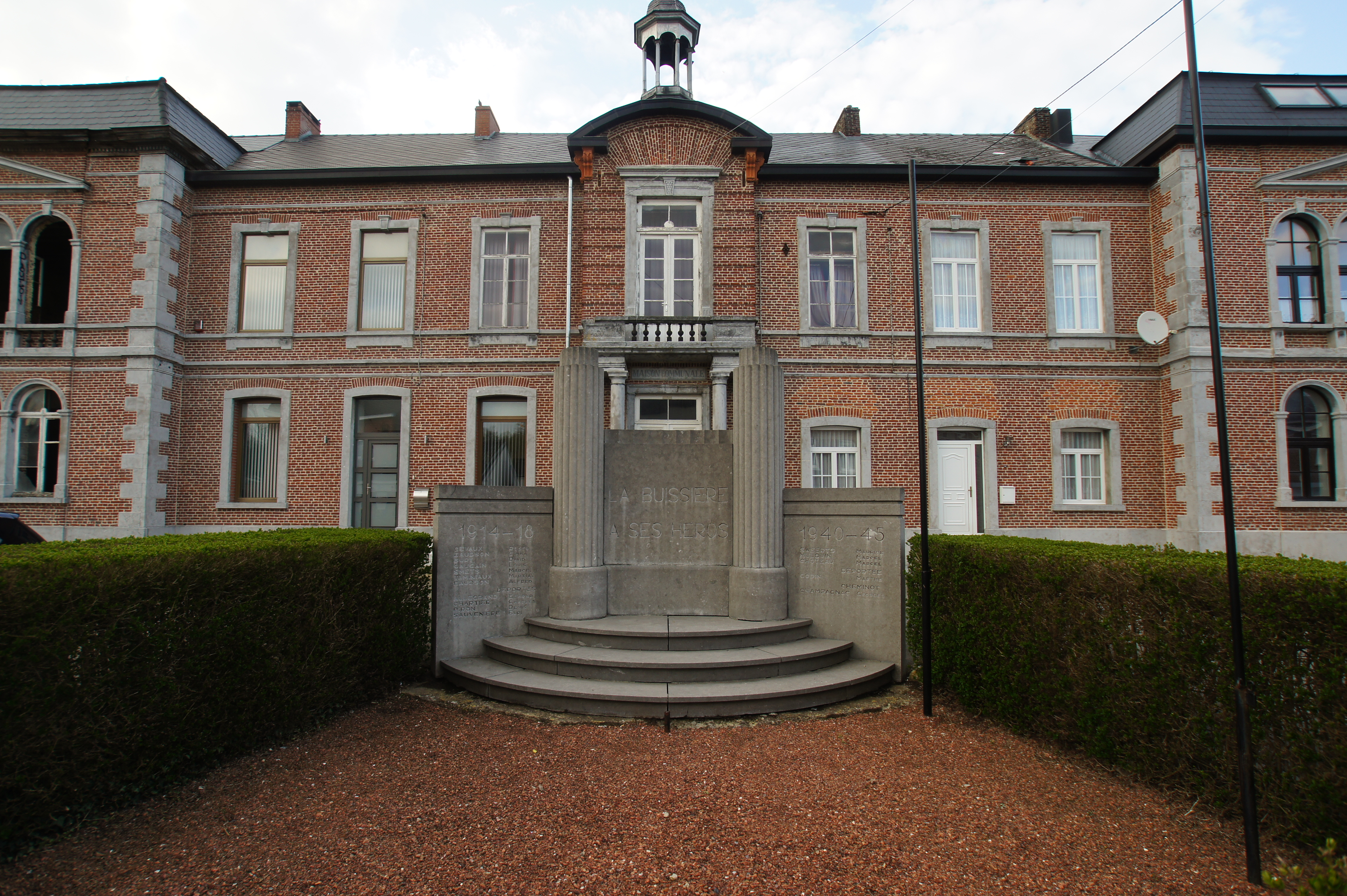
Monument a les víctimes de les dues guerres mundials davant l'antiga Casa de la Vila
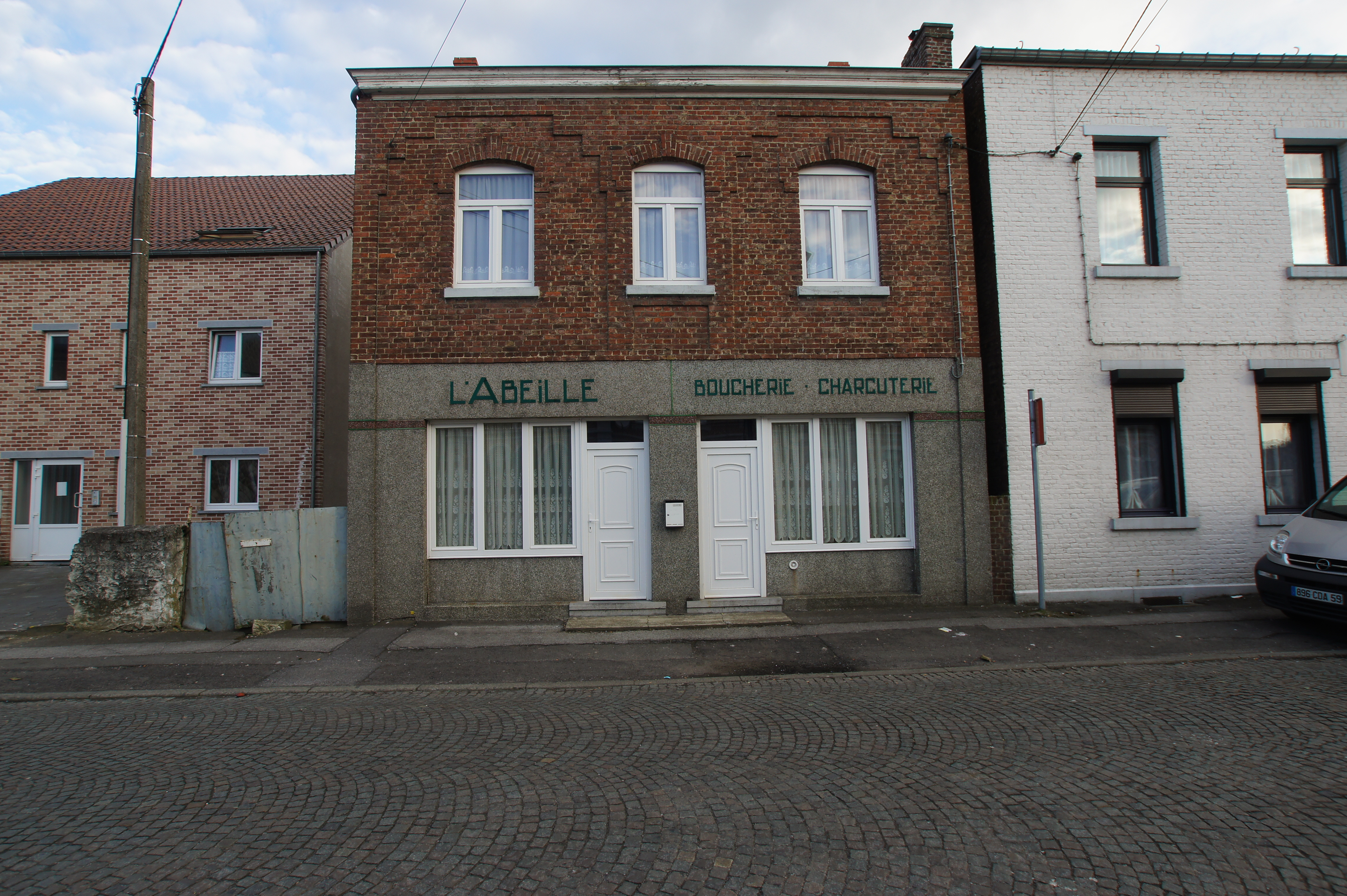
Antiga carnisseria L'Abeille
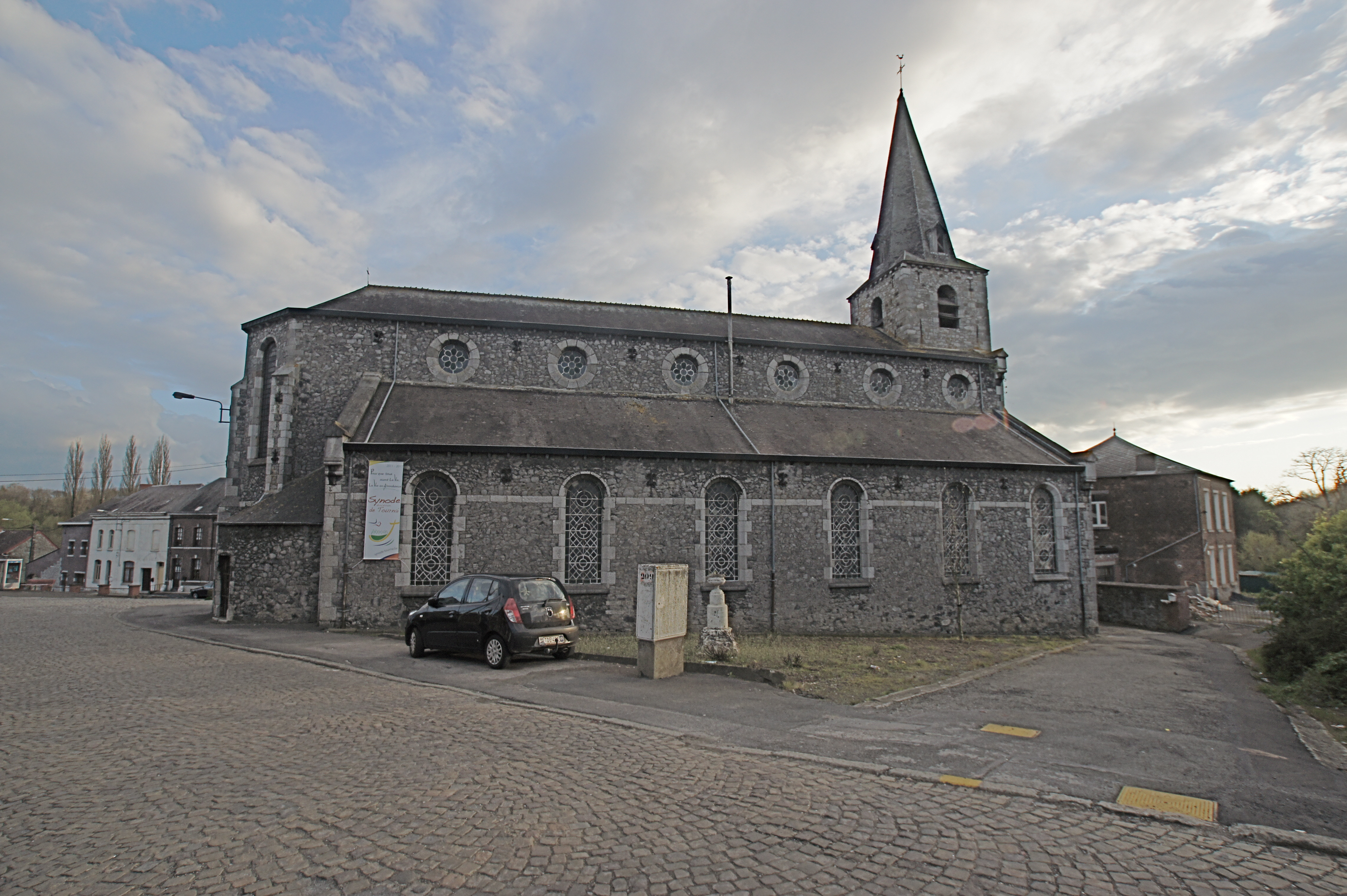
L'església
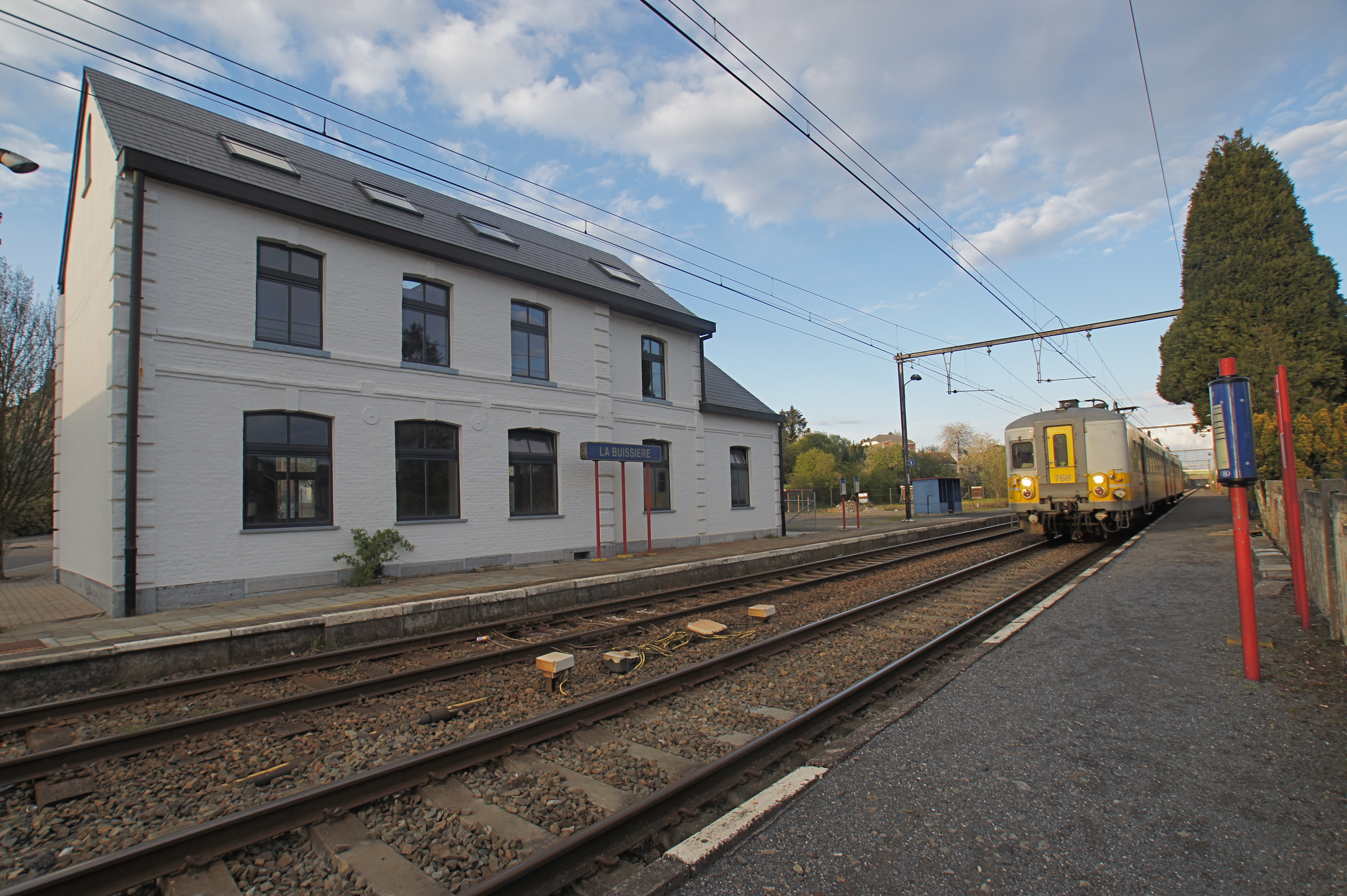
Estació de la NMBS
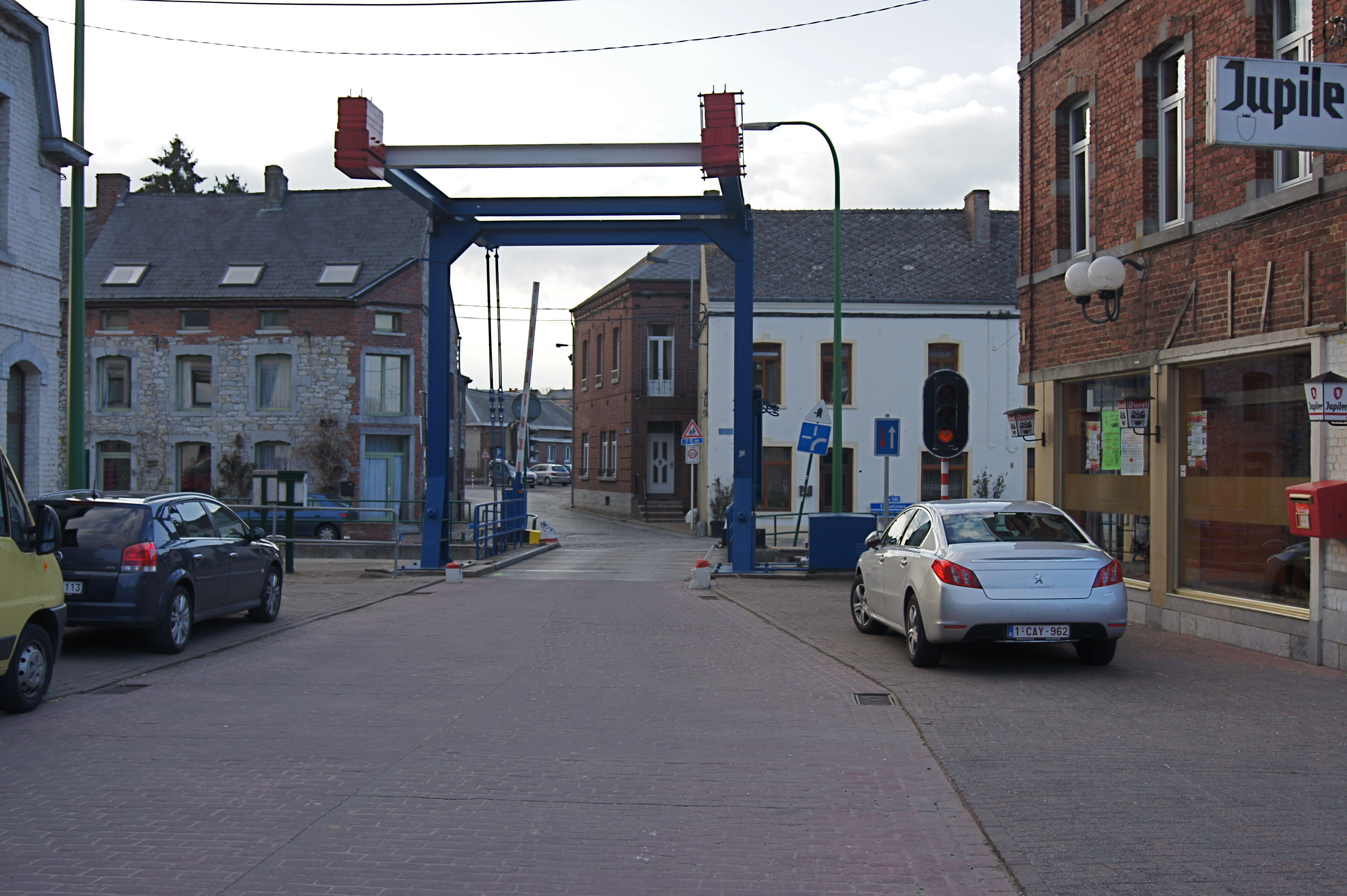
Vista del poble amb el pont al Sambre